# Bảo tàng Huyện ở Rzeszów
Bảo tàng Huyện ở Rzeszów (tiếng Ba Lan: Muzeum Okręgowe w Rzeszowie) là một bảo tàng khu vực có trụ sở chính tọa lạc tại số 19 phố 3 tháng 5, Rzeszów, Ba Lan. Các chi nhánh của bảo tàng là Bảo tàng Dân tộc học, Bảo tàng Lịch sử Thành phố và Bảo tàng Tiểu sử Julian Przyboś ở Gwoźnica Dolna.

## Lịch sử
Bảo tàng được thành lập vào năm 1935. Trụ sở chính của bảo tàng là tòa nhà trước đây từng là một tu viện Piarist (từ năm 1655 đến năm 1784). Tòa nhà này được Jan Canger xây dựng trong các năm 1644 - 1649, và được tái thiết trong các năm 1695 - 1708 dựa theo bản thiết kế của Tylman van Gameren. Tòa nhà này trở thành trụ sở của bảo tàng từ năm 1954.

## Hoạt động
Bảo tàng có các phòng ban: Khảo cổ học, Nghệ thuật, Lịch sử, Thư viện, Hành chính và Xưởng Bảo tồn Tác phẩm Nghệ thuật. Bộ sưu tập của bảo tàng có hơn 240.000 hiện vật, bao gồm đồ trang trí, huy hiệu, kỷ vật của những người lính chiến đấu cho độc lập, trang thiết bị, vũ khí, quân phục, và một số thứ khác. Bộ sưu tập giá trị nhất của bảo tàng là "Phòng trưng bày gia đình Dąbski". Bảo tàng đã được trao tặng huy hiệu danh dự "Công lao cho tỉnh Podkarpackie".